# La Gazzetta dello Sport

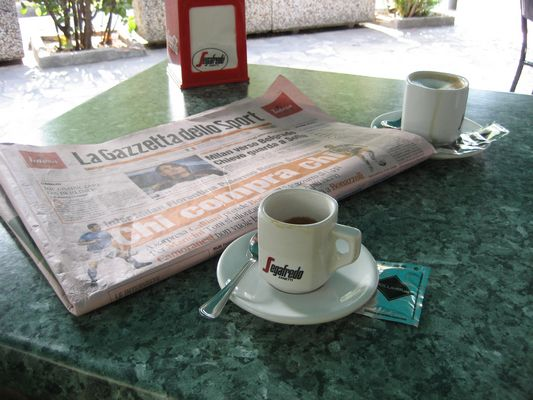
La Gazzetta dello Sport

La Gazzetta dello Sport ist eine italienische Tageszeitung, die sich fast ausschließlich mit Sport befasst. Die Gazzetta wird von der RCS MediaGroup herausgegeben, die auch den Corriere della Sera besitzt. Sie ist nicht nur die auflagenstärkste Sportzeitung Italiens, sondern auch die zweitälteste der Welt (nach der Sport-Welt). Auch optisch hebt sie sich von den Konkurrenzblättern ab: Sämtliche Seiten sind rosafarben. Inhaltliche Schwerpunkte sind die Berichterstattung über Fußball, Formel 1 und Radsport. Die Redaktion hat ihren Sitz in Mailand.
Die größte bisher erreichte Auflage betrug 2,30 Millionen – nach dem Weltmeistertitel der Nationalmannschaft bei der WM 2006. Diese Ausgabe wurde zweimal nachgedruckt, sowohl am Nachmittag des Erscheinungstages, als auch am Abend (letztere erschien am Folgetag).

## Geschichte
Die erste Ausgabe der Gazzetta erschien am 3. April 1896, wenige Tage vor Beginn der Olympischen Spiele in Athen. Die ersten Direktoren waren Eugenio Camillo Costamagna und Eliso Rivera. Hervorgegangen war die Gazzetta aus der Fusion von Costamagnas Zeitung La tripletta (Drei Tore) und Riveras Il ciclista (Der Fahrradfahrer). Bis 1900 wurde die Zeitung auf lindgrünem Papier gedruckt, dann entschied sich der Verlag für Rosa.
Gleich von Beginn an war der Radsport einer der Schwerpunkte: Die Zeitung organisierte die ersten Straßenradrennen Italiens, darunter die Lombardei-Rundfahrt (1905), Mailand–Sanremo (1907) und den Giro d’Italia (1909). Seit 1931 trägt der Gesamterste des Giro das Maglia Rosa, das rosafarbene Trikot, und dient somit als Werbeträger der Zeitung. Zum hundertjährigen Bestehen der Zeitung gab die italienische Post im Jahr 1996 eine Sonderbriefmarke heraus. Die Zeitung stand sehr frühzeitig dem italienischen Faschismus nahe; aus den Reihen ihrer Redakteure rekrutierten sich Sportführer in der faschistischen Ära Italiens, wie etwa Lando Ferretti.
Seit 1978 wählt die Redaktion der Tageszeitung unter dem Titel „Referendum Gazzetta“ bzw. „Gazzetta Sports Award“ Italiens Sportler und Mannschaften des Jahres bzw. die Weltsportler und -mannschaften des Jahres.

## Direktoren
- 1896 – Eugenio Camillo Costamagna, Eliso Rivera
- 1898 – Eugenio Camillo Costamagna, Roderico Rizzotti
- 1902 – Eugenio Camillo Costamagna
- 1913 – Arturo Mercanti, Edgardo Longoni
- 1914 – Ugo Toffaletti, Vittorio Varale
- 1922 – Emilio Colombo
- 1923 – Emilio Colombo, Adolfo Cotronei, Lando Ferretti, Armando Cougnet, Ermete Della Guardia, Pietro Petroselli
- 1924 – Emilio Colombo
- 1936 – Bruno Roghi
- 1943 – Ugo Toffaletti, Armando Cougnet
- 1944 – Emilio Colombo, Luigi Ferrario
- 1945 – Bruno Roghi
- 1947 – Emilio De Martino
- 1949 – Giuseppe Ambrosini
- 1950 – Giuseppe Ambrosini, Gianni Brera
- 1954 – Giuseppe Ambrosini
- 1960 – Giuseppe Ambrosini, Gualtiero Zanetti
- 1961 – Gualtiero Zanetti
- 1973 – Giorgio Mottana
- 1975 – Remo Grigliè
- 1976 – Gino Palumbo
- 1983 – Candido Cannavò
- 2002 – Pietro Calabrese
- 2004 – Antonio Di Rosa
- 2006 – Carlo Verdelli
- 2010 – Andrea Monti
- 2020 – Stefano Barigelli